# Wojna gümmeneńska
Wojna gümmeneńska – konflikt pomiędzy szwajcarskim miastem Berno oraz habsburskim wówczas Freiburgiem (1331–1333).

## Przyczyny wojny
Zalążkiem konfliktu była już bitwa pod Dornbühl z roku 1298, po której Berno ostatecznie uzyskało niezależność. W wieku XIII Habsburgowie starali się kontynuować swoją ekspansję na terytoria szwajcarskie, prowadzoną oszukańczą polityką oraz wykupywaniem ziemi. Największe koszty tych działań ponosiły miasta szwajcarskie, wpływy zaś zasilały kasę miejską habsburskiego miasta Freiburg. W roku 1324 Berno nabyło okręg Laupen, będący ważnym przejściem w rejonie rzek Sarine i Sense, co zostało we Freiburgu odebrane jako poważne zagrożenie.

## Przebieg wojny
Działania wojenne podjął Freiburg, którego wojska wzmocnione oddziałami władców Weissenburga, Greyerz i Turn w roku 1331 obległy zamek Mülenen w dolinie Kander, będący w sojuszu z Bernem.
W odpowiedzi na to Berneńczycy z pomocą rycerstwa z Solury, Biel/Bienne, Murten i innymi miastami sprzymierzonymi podciągnęli w kierunku habsburskiego zamku Gümmenen (dzisiejsza gmina Mühleberg), kupionego przez Freiburg w roku 1319.
Załoga Gümmenen stanowiła zagrożenie dla Berna, gdyż zamek leżał w pobliżu przejścia przez Sarine. Berneńczycy oblegli zamek i odnieśli sukces niszcząc go podobnie jak sąsiednią osadę Mauss. Liczne wioski w regionie zostały splądrowane i zrównane z ziemią. W roku 1332 z pomocą wojsk Solury Berneńczycy zdobyli zamek w Halten, sprawującego kontrolę nad obszarem pomiędzy Aeschi oraz Derendingen.

## Następstwa
W roku 1333 królowa Agnieszka doprowadziła do zawarcia pokoju pomiędzy zwaśnionymi stronami. Gümmenen pozostało we władzy Freiburga. Wojna umożliwiła jednak Bernu rozszerzenie swoich terytoriów i zagrożenie bezpośrednio Weissenburgowi. Pokój nie trwał długo. Już 6 lat później doszło do decydującej bitwy pod Laupen (tzw. wojna laupeńska), po której Berno umocniło swoją pozycję w regionie. Naciskane z zewnątrz miasto zmuszone zostało w końcu w roku 1353 do wstąpienia do związku miast szwajcarskich. Nieustające niepokoje doprowadziły do kolejnej wojny w roku 1447–1448 (tzw. wojna freiburska).